# Vadstena kungsgård

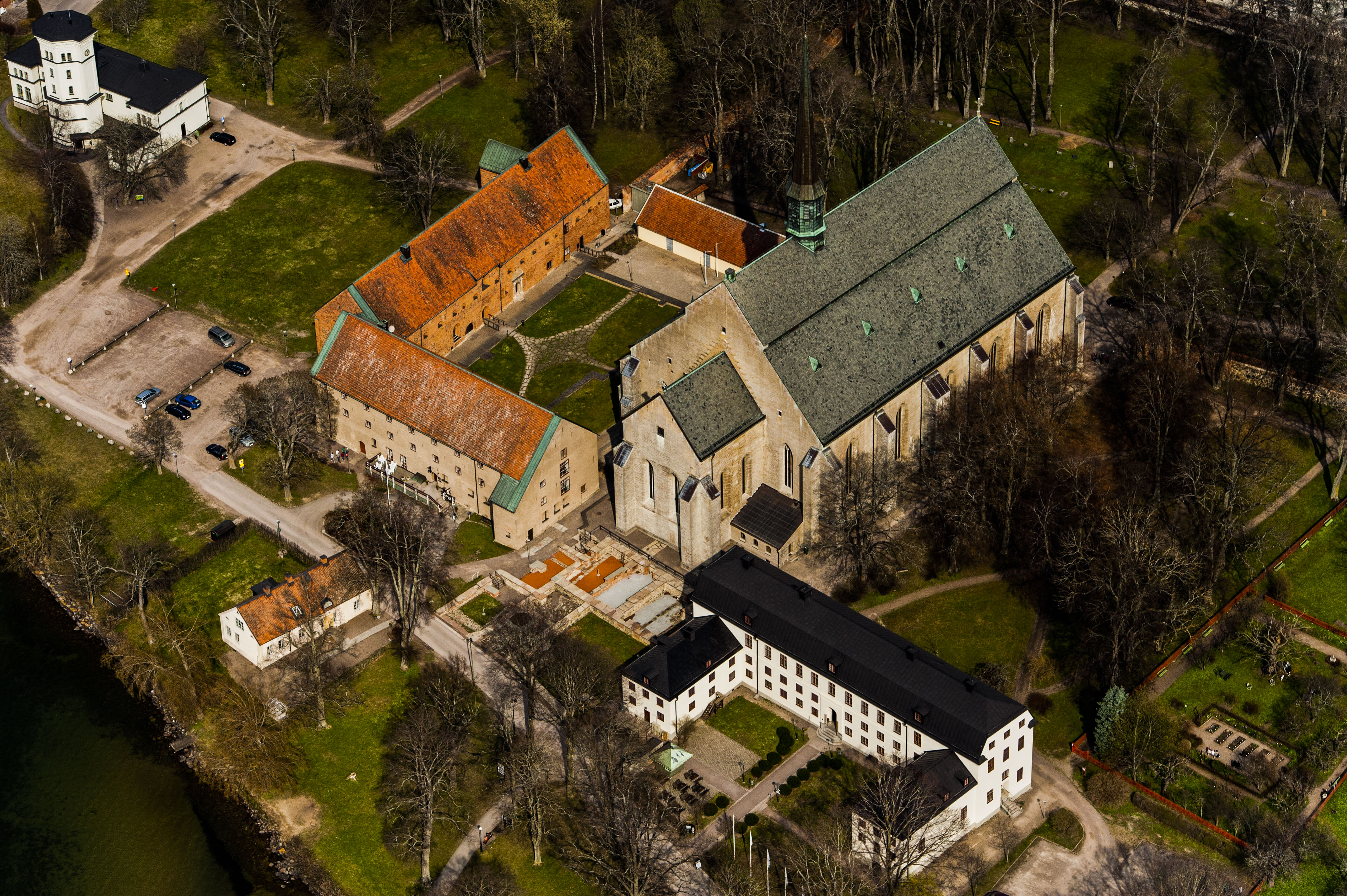
Palatsets (med tegelfasad och -tak) läge intill klosterkyrkan och övriga klosterbyggnader.

Vadstena kungsgård, eller Vadstena kungshus, var ett kungligt palats och en kungsgård belägen i Vadstena, Östergötland. Byggnaden har haft flera olika benämningar genom åren, som Bjälboättens palats, Folkungapalatset, Kungapalatset, Krigsmanshuset och Nunneklostret. De tre första är moderna namn och har aldrig använts som benämning på palatset av sin samtid.

## Historik
Palatset började byggas vid mitten av 1200-talet. Birger jarls bror, Elof, skrev ett brev från platsen i oktober 1268. Byggnaden fungerade som kungligt lustslott fram till 1346, då det testamenterades av kung Magnus Eriksson och drottning Blanche som grund i det blivande Vadstena kloster. Innan det kunde fungera som kloster "ödmjukades" byggnaden, varvid taket sänktes.
Efter klostertiden användes byggnaden som invalidhotell för hemvändande soldater från Trettioåriga kriget. Därefter blev det en del i Vadstena hospital.
Vetskapen om att det gamla palatset hade återanvänts som klosterbyggnad hade gått förlorad under århundradena. Fasaden hade putsats vit, varvid man inte kunde se igensatta fönster- och dörröppningar. När byggnaden skulle moderniseras för att ingå i Vadstena folkhögskola 1956 gjordes antikvariska undersökningar av Sune Zachrisson och Iwar Andersson, som fann belägg för att både stomme och interiör var medeltida. Ombyggnadsplanerna stoppades och byggnaden blev restaurerad.
Byggnaden innefattar till större delen Sancta Birgitta klostermuseum, vilket invigdes den 1 juni 2003 av kung Carl XVI Gustaf och drottning Silvia i närvaro av Birgittasystrar från hela världen. Delar av byggnaden används för den intilliggande hotellverksamheten.